# The Stars and the Blackness Between Them
The Stars and the Blackness Between Them é um livro de ficção YA estadunidense de Junauda Petrus. Foi lançado em 17 de setembro de 2019 pela Dutton Books e conta a história de duas adolescentes que constroem um relacionamento enquanto uma se adapta à vida em Minneapolis após se mudar de Trinidad e a outra luta contra uma doença. The Stars and the Blackness Between Them recebeu o Prêmio Coretta Scott King Honor.

## Sinopse
Audre, uma garota de 16 anos, mora em Port of Spain, Trinidad. A pedido de sua mãe, ela frequenta a igreja, mas acaba criando um relacionamento romântico com a neta do pastor, Neri. Depois de serem pegas em um ato sexual, Audre é enviada para morar com seu pai em Minneapolis, onde conhece Mabel. Mabel está questionando sua própria sexualidade e as duas se tornam amigas. Enquanto se preparam para o próximo ano letivo, Mabel descobre que tem uma doença possivelmente fatal. Audre apoia Mabel enquanto ela se submete ao tratamento, tanto emocionalmente quanto por meio de práticas de cura que aprendeu com sua avó.

## Publicação
A edição original do livro é de 17 de setembro de 2019, publicada nos Estados Unidos pela Dutton Books em capa dura.
O livro teve uma recepção positiva da crítica. A Kirkus Reviews descreveu The Stars and the Blackness Between Them em uma resenha estrelada: "Por meio de um enredo não linear e de duas personagens secundárias, Afua e Queenie, a autora insere lindamente elementos de realismo mágico enquanto se aprofunda nas complexidades da espiritualidade. Leitores que buscam uma história de amor profunda e inspiradora não ficarão desapontados, pois o romance aborda tanto sentimentos florescentes quanto questões maiores em torno da crença e do que acontece quando enfrentamos nossa própria mortalidade." Em uma segunda resenha estrelada, a Publishers Weekly escreveu: "A estreia honesta de Petrus combina com sucesso e de forma tocante elementos de fantasia, realismo agridoce e espiritualidade potente e comovente para contar a história de amadurecimento de duas jovens negras complexas e lindamente desenhadas, cuja amizade e amor as unem, mesmo quando a saúde debilitada de Mabel as tenta afasta-las."

## Elogios
- 2019 - Kirkus Reviews - Melhor livro de 2019[4]
- 2020 - Coretta Scott King Book Award[7]
- 2020 - American Library Association - Os Dez Melhores Livros de Ficção Young Adult[8]